# Challenger Lugano 2005
Il Challenger Lugano 2005 è stata la settima edizione di un torneo di tennis facente parte della categoria ATP Challenger Series nell'ambito dell'ATP Challenger Series 2005. Il torneo si è giocato a Lugano in Svizzera dal 6 al 12 giugno 2005 su campi in terra rossa.

## Vincitori

### Singolare
Albert Montañés ha battuto in finale  Flávio Saretta con il punteggio di 7–5, 6(4)–7, 7–6(5)

### Doppio
Enzo Artoni /  Juan Pablo Brzezicki hanno battuto in finale  Mariusz Fyrstenberg /  Robert Lindstedt con il punteggio di 4–6, 6–2, 6–2